# Можжевельник мексиканский
Можжевельник мексиканский (лат. Juniperus ashei) — вид растений рода Можжевельник семейства Кипарисовые (Cupressaceae).

## Распространение
В естественных условиях растёт в Северной Америке, от Канады до Флориды. Встречается в юго-восточных штатах США, в Мексике и Центральной Америке.

## Описание
Кустарники или деревья, двудомные. Вырастают, как правило, высотой 5-10 м, в исключительных случаях до 15 м. Хвоя 2-5 мм в длину. Шишкоягоды мелкие, 3-6 мм, созревают осенью первого года. Древесина дерева хрупкая, устойчива против гниения. В посадках весьма декоративен.
Пыльца в некоторых случаях вызывает тяжелые аллергические реакции.

## Таксономия
Juniperus ashei J.Buchholz, Botanical Gazette 90: 329. 1930.
Синонимы
- Juniperus occidentalis var. texana Vasey, 1876
- Juniperus occidentalis var. conjungens Engelm., 1877
- Juniperus tetragona var. oligosperma Engelm., 1877
- Juniperus sabinoides Sarg., 1896 nom. illeg.